# 林中怪人
《林中怪人》（英語：Creep）是一部2014年美國独立拾得录像恐怖电影，由帕特里克·布莱斯執導並與马克·杜普拉斯共同編劇，主演也为編劇两人。此片也为布莱斯的处女作，而初次被上映是在西南偏南的电影节中。而在2015年6月23日中，发行商The Orchard宣布将在同年的7月14日于Netflix的平台播放。

## 剧情
亚伦（帕特里克·布莱斯）是名摄影师，在经过考虑后决定接受约瑟夫（马克·杜普拉斯）所给予的工作机会。而整个工作只需全天候记录着约瑟夫的生活。在让亚伦等待了一段的时间时，约瑟夫在抵达后坚持要拥抱亚伦，并暗示工作将会有更多的“来临”。
之后，约瑟夫邀请亚伦和他一起去远足。就在他要拿夹克衫的时候，亚伦被衣柜里头的狼面具吓了一跳。约瑟夫透露这为他父亲的面具，父亲将自己假装是名叫绒绒（[Peachfuzz] 错误：{{Lang}}：無法辨識代碼 le（帮助））的友善狼只。在徒步旅行时，约瑟夫声称知道有一处“愈合水域”的秘密地点，并将亚伦带到一个隐藏的瀑布。他使用了小石子在一块巨大的石头上写下“J + A”，在首字母缩写的周围画上一颗爱心。在他们共同的时间里，约瑟夫一再地恐慌亚伦，当亚伦询问为何他要这样做时，解释自己有种“奇怪的幽默感”，因此想表明自己的行为。
在他们徒步之后来到了间餐厅，约瑟夫向亚伦承认在两人碰面前偷拍了他的照片，因为他想在与他会面前认识亚伦，他表示自己非常道歉。他也说，亚伦在他身上有一只“动物”，当约瑟夫害怕“它”时，“它”便会杀死了自己。就当亚伦准备离开那天晚上时，约瑟夫请他留下喝酒并关闭相机。亚伦虽然关闭了视频，但却留下了声音。约瑟夫告诉亚伦对绒绒的事撒谎了，他曾戴着狼面具来“强奸”他的妻子，以确认他对她的恋兽癖的习惯的怀疑。